# Покров Богородичен (Слатино)
„Покров Богородичен“ е българска църква в кюстендилското село Слатино, България. Църквата е част от Софийската епархия на Българската патриаршия.
Църквата е построена в 1906 – 1908 година от майстор Илия Йосифов.